# Long Marston (Warwickshire)
Pour les articles homonymes, voir Long Marston.
Long Marston est un village et une paroisse civile du Warwickshire, en Angleterre.